# سد کاستلریگ
سد کاستلریگ (به لاتین: Castlereigh Dam) یک سد وزنی در سری‌لانکا است که در هاتون واقع شده‌است.